# 76. Primetime Emmy-gála
A 76. Primetime Emmy-gála során a 2023 és 2024 között főműsoridőben bemutatott, amerikai televíziós programokat értékelték. A jelölteket az Academy of Television Arts & Sciences választotta ki. A Los Angeles-i Peacock Theaterben tartott ceremóniát az ABC közvetítette 2024. szeptember 15-én. A műsor házigazdáija Eugene Levy és Dan Levy volt.
A gálát 6,9 millióan nézték, ami 54%-os növekedés volt az előző évhez képest.

## Győztesek és jelöltek
A nyertesek félkövérrel jelölve.

### Műsorok
| Legjobb vígjátéksorozat | Legjobb drámasorozat |
| --- | --- |
| - Hacks - A pénz beszél (HBO Max) - Abbott Általános Iskola (ABC) - A mackó (FX) - Félig üres (HBO) - Gyilkos a házban (Hulu) - Palm Royale (Apple TV+) - A rezervátum kutyái (FX) - Hétköznapi vámpírok – A sorozat (FX) | - A sógun (FX) - A Korona (Netflix) - Fallout (Prime Video) - Az aranykor (HBO) - The Morning Show (Apple TV+) - Mr. & Mrs. Smith (Prime Video) - Utolsó befutók (Apple TV+) - A 3-test-probléma (Netflix) |
| Legjobb minisorozat | Legjobb vetélkedő |
| - Szarvasbébi (Netflix) - Fargo (FX) - Minden kémia (Apple TV+) - Ripley (Netflix) - True Detective – A törvény nevében (HBO)                                                                                             | - The Traitors (Peacock) - Versenyfutás a világ körül (CBS) - RuPaul – Drag Queen leszek!e (MTV) - Szakácsok gyöngye (Bravo) - The Voice (NBC)                                                             |
| Legjobb varieté beszélgetős műsor | Legjobb varieté szkeccssorozat |
| - The Daily Show (Comedy Central) - Jimmy Kimmel Live! (ABC) - Late Night with Seth Meyers (NBC) - The Late Show with Stephen Colbert (CBS)                                                                               | - John Oliver-show az elmúlt hét híreiről (HBO) - Saturday Night Live (NBC) |

### Színészek

#### Főszereplők
| Legjobb férfi főszereplő (vígjátéksorozat) | Legjobb női főszereplő (vígjátéksorozat) |
| --- | --- |
| - Jeremy Allen White – A mackó (Carmen "Carmy" Berzatto) (FX) - Matt Berry – Hétköznapi vámpírok – A sorozat (Leslie "Laszlo" Cravensworth) (FX) - Larry David – Félig üres (Larry David) (HBO) - Steve Martin – Gyilkos a házban (Charles-Haden Savage) (Hulu) - Martin Short – Gyilkos a házban (Oliver Putnam) (Hulu) - D'Pharaoh Woon-A-Tai – A rezervátum kutyái (Bear Smallhill) (FX) | - Jean Smart – Hacks - A pénz beszél (Deborah Vance) (Max) - Quinta Brunson – Abbott Általános Iskola (Janine Teagues) (ABC) - Ayo Edebiri – A mackó (Sydney Adamu) (FX) - Selena Gomez – Gyilkos a házban (Mabel Mora) (Hulu) - Maya Rudolph – Lóvé (Molly Novak) (Apple TV+) - Kristen Wiig – Palm Royale (Maxine Simmons) (Apple TV+)                   |
| Legjobb férfi főszereplő (drámasorozat) | Legjobb női főszereplő (drámasorozat) |
| - Szanada Hirojuki – A sógun (Yoshii Toranaga) (FX) - Idris Elba – Az eltérített járat (Sam Nelson) (Apple TV+) - Donald Glover – Mr. & Mrs. Smith (John Smith / Michael) (Prime Video) - Walton Goggins – Fallout (Ghúl / Cooper Howard) (Prime Video) - Gary Oldman – Utolsó befutók (Jackson Lamb) (Apple TV+) - Dominic West – A Korona (Károly herceg) (Netflix)                       | - Anna Sawai – A sógun (Toda Mariko) (FX) - Jennifer Aniston – The Morning Show (Alex Levy) (Apple TV+) - Carrie Coon – Az aranykor (Bertha Russell) (HBO) - Maya Erskine – Mr. & Mrs. Smith (Jane Smith / Alana) (Prime Video) - Imelda Staunton – A Korona (II. Erzsébet) (Netflix) - Reese Witherspoon – The Morning Show (Bradley Jackson) (Apple TV+) |
| Legjobb férfi főszereplő (minisorozat vagy különkiadás) | Legjobb női főszereplő (minisorozat vagy különkiadás) |
| - Richard Gadd – Szarvasbébi (Donny Dunn) (Netflix) - Matt Bomer – Útitársak (Hawkins "Hawk" Fuller) (Showtime) - Jon Hamm – Fargo (Roy Tillman) (FX) - Tom Hollander – Viszály: Capote és a hattyúk (Truman Capote) (FX) - Andrew Scott – Ripley (Tom Ripley) (Netflix) | - Jodie Foster – True Detective – A törvény nevében (Elizabeth Danvers) (HBO) - Brie Larson – Minden kémia (Elizabeth Zott) (Apple TV+) - Juno Temple – Fargo (Dorothy "Dot" Lyon) (FX) - Sofía Vergara – Griselda (Griselda Blanco) (Netflix) - Naomi Watts – Viszály: Capote és a hattyúk (Babe Paley) (FX)                                              |

#### Mellékszereplők
| Legjobb férfi mellékszereplő (vígjátéksorozat) | Legjobb női mellékszereplő (vígjátéksorozat) |
| --- | --- |
| - Ebon Moss-Bachrach – A mackó (Richard "Richie" Jerimovich) (FX) - Lionel Boyce – A mackó (Marcus Brooks) (FX) - Paul W. Downs – Hacks - A pénz beszél (Jimmy LuSaque Jr.) (Max) - Paul Rudd – Gyilkos a házban (Ben Glenroy) (Hulu) - Tyler James Williams – Abbott Általános Iskola (Gregory Eddie) (ABC) - Bowen Yang – Saturday Night Live (További szereplők) (NBC) | - Liza Colón-Zayas – A mackó (Tina Marrero) (FX) - Carol Burnett – Palm Royale (Norma Dellacorte) (Apple TV+) - Hannah Einbinder – Hacks - A pénz beszél (Ava Daniels) (Max) - Janelle James – Abbott Általános Iskola (Ava Coleman) (ABC) - Sheryl Lee Ralph – Abbott Általános Iskola (Barbara Howard) (ABC) - Meryl Streep – Gyilkos a házban (Loretta Durkin) (Hulu)                                                                     |
| Legjobb férfi mellékszereplő (drámasorozat) | Legjobb női mellékszereplő (drámasorozat) |
| - Billy Crudup – The Morning Show (Cory Ellison) (Apple TV+) - Aszano Tadanobu – A sógun (Kashigi Yabushige) (FX) - Mark Duplass – The Morning Show (Charles "Chip" Black) (Apple TV+) - Jon Hamm – The Morning Show (Paul Marks) (Apple TV+) - Takehiro Hira – A sógun (Ishido Kazunari) (FX) - Jack Lowden – Utolsó befutók (River Cartwright) (Apple TV+) - Jonathan Pryce – A Korona (Fülöp edinburgh-i herceg) (Netflix)                                                                       | - Elizabeth Debicki – A Korona (Diána walesi hercegné) (Netflix) - Christine Baranski – Az aranykor (Agnes van Rhijn) (HBO) - Nicole Beharie – The Morning Show (Christina Hunter) (Apple TV+) - Greta Lee – The Morning Show (Stella Bak) (Apple TV+) - Lesley Manville – A Korona (Margit hercegnő) (Netflix) - Karen Pittman – The Morning Show (Mia Jordan) (Apple TV+) - Holland Taylor – The Morning Show (Cybil Richards) (Apple TV+) |
| Legjobb férfi mellékszereplő (minisorozat vagy különkiadás) | Legjobb női mellékszereplő (minisorozat vagy különkiadás) |
| - Lamorne Morris – Fargo (Whitley "Witt" Farr) (FX) - Jonathan Bailey – Útitársak (Tim Laughlin) (Showtime) - Robert Downey Jr. – A szimpatizáns (Claude / Robert Hammer / Ned Godwin / Niko Damianos / Az atya) (HBO) - Tom Goodman-Hill – Szarvasbébi (Darrien O'Connor) (Netflix) - John Hawkes – True Detective – A törvény nevében (Hank Prior) (HBO) - Lewis Pullman – Minden kémia (Calvin Evans) (Apple TV+) - Treat Williams – Viszály: Capote és a hattyúk (Bill Paley) (FX) (posztumusz) | - Jessica Gunning – Szarvasbébi (Martha Scott) (Netflix) - Dakota Fanning – Ripley (Marge Sherwood) (Netflix) - Lily Gladstone – A híd alatt (Cam Bentland) (Hulu) - Aja Naomi King – Minden kémia (Harriet Sloane) (Apple TV+) - Diane Lane – Viszály: Capote és a hattyúk (Nancy "Slim" Keith) (FX) - Nava Mau – Szarvasbébi (Teri( (Netflix) - Kali Reis – True Detective – A törvény nevében (Evangeline Navarro) (HBO)                  |

### Rendezők
| Legjobb rendező (vígjátéksorozat) | Legjobb rendező (drámasorozat) |
| --- | --- |
| - A mackó (Epizód: "Hal") – Christopher Storer (FX) - Abbott Általános Iskola (Epizód: "Party") – Randall Einhorn (ABC) - A mackó (Epizód: "Cukordinnye") – Ramy Youssef (FX) - Úriemberek (Epizód: "Kifinomult erőszak") – Guy Ritchie (Netflix) - Hacks - A pénz beszél (Epizód: "Bulletproof") – Lucia Aniello (Max) - The Ms. Pat Show (Epizód: "I'm the Pappy") – Mary Lou Belli (BET+) | - A sógun (Epizód: "Crimson Sky") – Frederick E. O. Toye (FX) - A Korona (Epizód: "Sleep, Dearie Sleep") – Stephen Daldry (Netflix) - The Morning Show (Epizód: "A vizsgálat hatása") – Mimi Leder (Apple TV+) - Mr. & Mrs. Smith (Epizód: "First Date") – Hiro Murai (Prime Video) - Utolsó befutók (Epizód: "Strange Games") – Saul Metzstein (Apple TV+) - Győzelmi sorozat: A Lakers dinasztia felemelkedése (Epizód: "Beat L.A.") – Salli Richardson-Whitfield (HBO) |
| Legjobb rendező (minisorozat vagy különkiadás) | |
| - Ripley – Steven Zaillian (Netflix) - Szarvasbébi (Epizód: "4. rész") – Weronika Tofilska (Netflix) - Fargo (Epizód: "A közlegelők tragédiája") – Noah Hawley (FX) - Viszály: Capote és a hattyúk (Epizód: "Pilot") – Gus Van Sant (FX) - Minden kémia (Epizód: "Poirot") – Millicent Shelton (Apple TV+) - True Detective – A törvény nevében – Issa López (HBO)                           | |

### Forgatókönyvírók
| Legjobb forgatókönyv (vígjátéksorozat) | Legjobb forgatókönyv (drámasorozat) |
| --- | --- |
| - Hacks - A pénz beszél (Epizód: "Bulletproof") – Lucia Aniello, Paul W. Downs, Jen Statsky (Max) - Abbott Általános Iskola (Epizód: "Career Day") – Quinta Brunson (ABC) - A mackó (Epizód: "Hal") – Christopher Storer, Joanna Calo (FX) - Girls5eva (Epizód: "Orlando") – Meredith Scardino, Sam Means (Netflix) - The Other Two (Epizód: "Brooke Hosts a Night of Undeniable Good") – Chris Kelly, Sarah Schneider (Max) - Hétköznapi vámpírok – A sorozat (Epizód: "Pride Parade") – Jake Bender, Zach Dunn (FX) | - Utolsó befutók (Epizód: "Negotiating with Tigers") – Will Smith (Apple TV+) - A Korona (Epizód: "Ritz") – Peter Morgan, Meriel Sheibani-Clare (Netflix) - Fallout (Epizód: "A vég") – Geneva Robertson-Dworet, Graham Wagner (Prime Video) - Mr. & Mrs. Smith (Epizód: "First Date") – Francesca Sloane, Donald Glover (Prime Video) - A sógun (Epizód: "Anjin") – Rachel Kondo, Justin Marks (FX) - A sógun (Epizód: "Crimson Sky") – Rachel Kondo, Caillin Puente (FX) |
| Legjobb forgatókönyv (minisorozat vagy különkiadás) | Legjobb forgatókönyv (minisorozat vagy különkiadás) |
| - Szarvasbébi – Richard Gadd (Netflix) - Fekete tükör (Epizód: "Joan szörnyű") – Charlie Brooker (Netflix) - Fargo (Epizód: "A közlegelők tragédiája") – Noah Hawley (FX) - Útitársak (Epizód: "You're Wonderful") – Ron Nyswaner (Showtime) - Ripley – Steven Zaillian (Netflix) - True Detective – A törvény nevében (Epizód: "6. rész") – Issa López (HBO) | - Alex Edelman: Just for Us – Alex Edelman (HBO) - Jacqueline Novak: Get on Your Knees – Jacqueline Novak (Netflix) - John Early: Now More Than Ever – John Early (HBO) - Mike Birbiglia: The Old Man and the Pool – Mike Birbiglia (Netflix) - 96. Oscar-gála – Jamie Abrahams, Rory Albanese, Amberia Allen, Tony Barbieri, Jonathan Bines, Joelle Boucai, Bryan Cook, Blaire Erskine, Devin Field, Gary Greenberg, Josh Halloway, Eric Immerman, Jesse Joyce, Jimmy Kimmel, Carol Leifer, Jon Macks, Mitch Marchand, Gregory Martin, Jesse McLaren, Molly McNearney, Keaton Patti, Danny Ricker, Louis Virtel, Troy Walker (ABC) |

## Műsorvezetők
A gálán az alábbi műsorvezetők működtek közre:
- Steve Martin
- Martin Short
- Selena Gomez
- Colin Farrell
- George Lopez
- Damon Wayans
- Jesse Tyler Ferguson
- Kaitlin Olson
- Rob McElhenney
- Da’Vine Joy Randolph
- Candice Bergen
- Padma Lakshmi
- Sam Richardson
- Kathy Bates
- Antony Starr
- Giancarlo Esposito
- Reba McEntire
- Melissa Peterman
- Seth Meyers
- Maya Rudolph
- Kristen Wiig
- Bowen Yang
- Gael Garcia Bernal
- Diego Luna
- Meredith Baxter
- Connie Britton
- Susan Kelechi Watson
- Billy Crystal
- Nicola Coughlan
- Nava Mau
- Zach Braff
- Mindy Kaling
- Mekhi Phifer
- Ebon Moss-Bachrach
- Taylor Zakhar Perez
- Ron Howard
- Henry Winkler
- John Leguizamo
- Matt Bomer
- Joshua Jackson
- Jane Lynch
- Brendan Hunt
- Ilona Maher
- Stephen Nedoroscik
- Caeleb Dressel
- Ezra Frech
- Jimmy Kimmel
- Don Johnson
- Niecy Nash-Betts
- Jimmy Smits
- Lily Gladstone
- Greta Lee
- Jean Smart
- Steven Yeun
- Christine Baranski
- Viola Davis
- Gina Torres
- Dule Hill
- Allison Janney
- Janel Moloney
- Richard Schiff
- Martin Sheen
- Catherine O’Hara

## In Memoriam
A gála "in memoriam" szegmense az alábbi elhunyt személyekről emlékezett meg:
- Martin Mull
- Joyce Randolph
- Dan Wilcox
- Robert Butler
- Jerry Foley
- Jamie Kellner
- Stephanie Leifer
- Eric Gilliland
- Bob Ellison
- Piper Laurie
- E. Duke Vincent
- Jeannie Epper
- Bill Klages
- Terry Carter
- Dr. Ruth Westheimer
- Dabney Coleman
- Richard Moll
- Lee Gabler
- Paula Weinstein
- George A. Sunga
- Jac Venza
- Kenneth Patterson
- Susan Wojcicki
- Leo Chaloukian
- Don Buchwald
- George Schenck
- Samm-Art Williams
- Peter Marshall
- Rod Holcomb
- Frances Sternhagen
- Phil Donahue
- Louis Gossett Jr.
- Martin Starger
- Ryan O'Neal
- Andrea Fay Friedman
- Gena Rowlands
- Richard Simmons
- Shannen Doherty
- Robert MacNeil
- Chance Perdomo
- Carl Weathers
- Richard Lewis
- Donald Sutherland
- James Earl Jones
- Bob Newhart

## Fordítás
- Ez a szócikk részben vagy egészben  a(z)   76th Primetime Emmy Awards című angol Wikipédia-szócikk fordításán alapul.  Az eredeti cikk szerkesztőit annak laptörténete sorolja fel. Ez a jelzés csupán a megfogalmazás eredetét és a szerzői jogokat jelzi, nem szolgál a cikkben szereplő információk forrásmegjelöléseként.